# Timbales (musique classique)
Ne doit pas être confondu avec Tymbrale.
Pour les articles homonymes, voir Timbale.

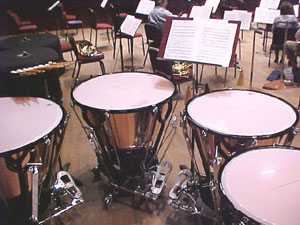
Timbales

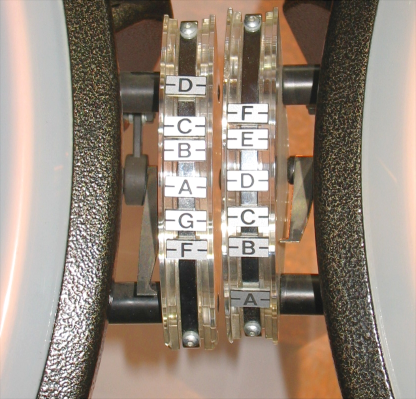
Cadrans de timbales

Les timbales sont des instruments à percussion constitués d'un fût en cuivre couvert d'une peau.
L'instrumentiste en joue en frappant la peau avec des baguettes spéciales. Le joueur de timbales est appelé un timbalier. La principale caractéristique des timbales est la possibilité de les accorder afin d'obtenir des hauteurs précises. À l'aide d'une pédale ou de clefs, la tension de la peau peut être augmentée ou diminuée, influençant le son produit. Chaque timbale est d'un diamètre différent afin d'obtenir un plus large registre : le timbalier peut ainsi changer de note rapidement en jouant d'une timbale à l'autre, et préparer les futures notes en réglant les pédales. Initialement conçues comme des tambours militaires (utilisées notamment dans les armées turques), les timbales sont devenues un instrument de base de l'orchestre classique au XVIIe siècle. Elles sont très utilisées dans tous les types de formations dont les marching bands ou même les groupes de rock.
Le compositeur Carl Orff et son ami luthier, Klaus Becker, ont développé cet instrument au sein de la société studio 49, afin de l'adapter aux enfants. Cet instrument est à présent partie intégrante de la pédagogie musicale active de l'Orff-Schulwerk.[réf. nécessaire]
Il existe deux types de peaux avec lesquelles les timbales sont fabriquées : les peaux naturelles (mouton, chèvre, veau) comme pour les orchestres de Vienne, Berlin, ou encore Dresde, et les peaux synthétiques (matière plastique) ; ces dernières résonnant trop fort et trop longtemps, les timbaliers tendent de nos jours à les abandonner au profit des peaux naturelles. 

## Acoustique
La particularité de ces instruments est de fournir une note de hauteur déterminée, ce qui est assez rare pour les instruments de percussion à membrane. Les pédales permettent en effet de tendre ou de détendre la peau, ce qui modifie la hauteur du son. Cependant durant la période baroque la pédale n'existait pas: on utilisait alors des clefs pour tendre ou détendre la peau selon même principe. Par ailleurs les membranes, contrairement aux cordes ou colonnes d'air, ne présentent pas de fréquence de résonance suivant une série harmonique. L'origine de cette faculté d'accordage vient du fait que le premier mode de vibration (fondamental) est finalement très vite amorti (par entraînement de l'air autour de la membrane) et rayonne peu. Les modes faisant intervenir les diamètres nodaux rayonnent beaucoup plus efficacement et sont, pour les premiers d'entre eux, proches d'une série harmonique. Le couplage avec la cavité a pour effet de décaler certains modes de la membrane, rendant ces fréquences encore plus proches d'une série harmonique. Les quatre ou cinq premiers modes sont alors « accordés ».

## Étymologie

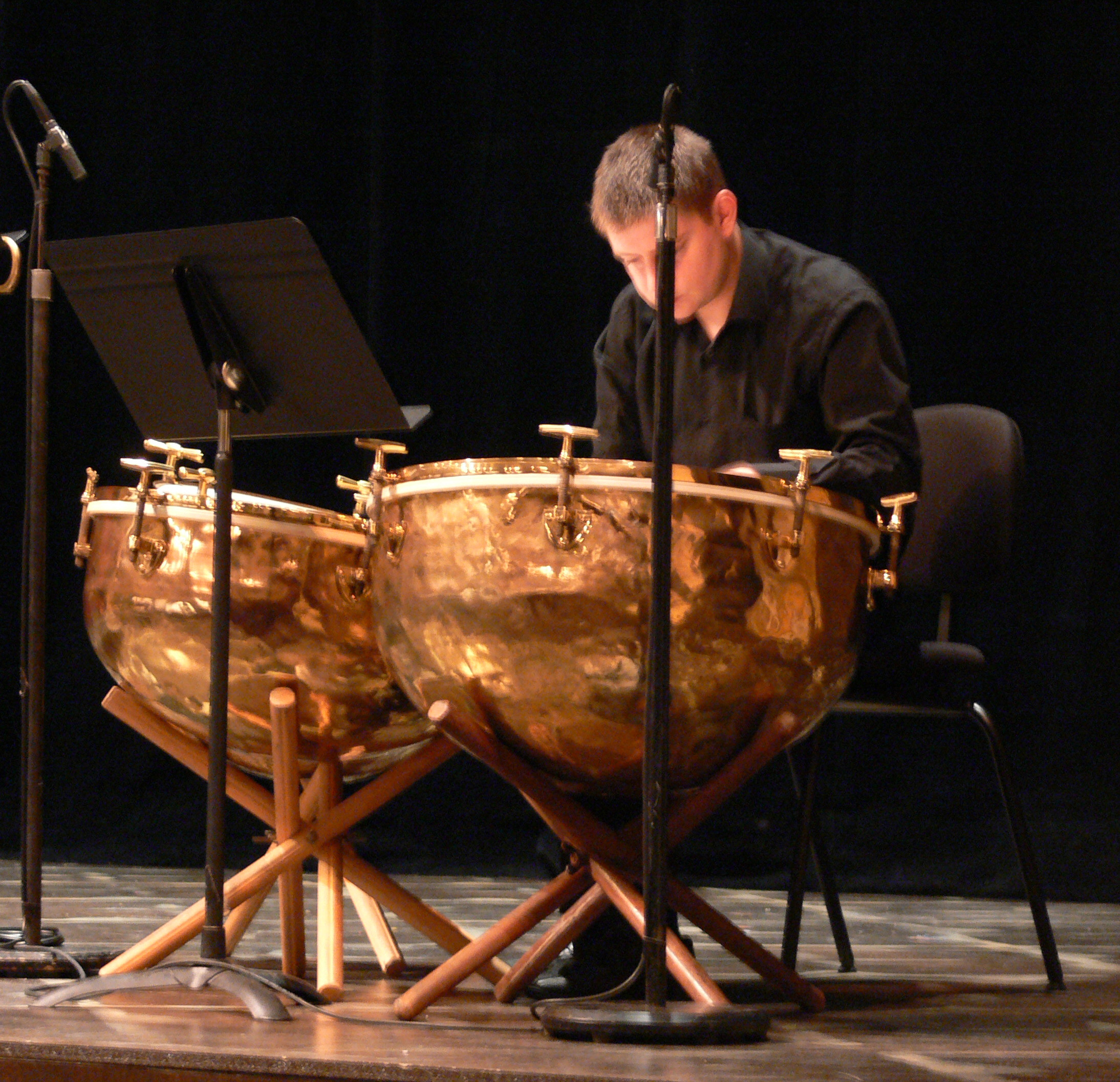
Un timbalier de l'Opéra-Comique (salle Favart)

L'étymologie de ce mot vient de l'arabe d'Espagne tạbál lui-même issue de l’arabe طبل, tabl (« tambour »),. Grâce aux différentes baguettes, on obtient une riche variété de timbres et d'intensités sonores. La plupart des baguettes sont en bois (on en trouve également en bambou ou en aluminium) tandis que leur extrémité est recouverte de feutre, de flanelle, de bois, de liège, d'éponge, ou d'autres matériaux. La tête des baguettes peut également être de différentes tailles. Le timbalier peut aussi assourdir le son des timbales en plaçant un morceau de tissu sur la peau. Lorsqu'on désire obtenir une note courte, on peut arrêter la vibration de la membrane tendue avec la main, en étouffant la timbale. Pour jouer une note longue, en revanche, le timbalier utilise de petits coups très rapprochés de sorte qu'ils ne paraissent pas discontinus (roulement ou trémolo).
La partition de timbales est écrite en clef de fa. Pour régler la note de sa timbale, le timbalier modifie la position de la pédale qui est indiquée par une aiguille, laquelle est placée dans un petit cadran avec des repères pour chaque note écrite en lettres, selon le système anglo-saxon. Ainsi, le timbalier peut utiliser ce cadran pendant le réglage pour visualiser la note de sa timbale.

## Pièces célèbres
- Marche à quatre timbales pour le carrousel de Monseigneur de 1685 d'André Danican Philidor
- Amen de la Messe en Si mineur de Jean-Sébastien Bach. Les timbales marquent la dominante et la tonique de la tonalité en donnant une imposante base harmonique et non rythmique.
- Symphonie no 9 de Beethoven, 2e mouvement (1824). La timbale frappe régulièrement un rythme de sicilienne tantôt au sein de l'orchestre, tantôt seule où elle interrompt la course du Scherzo. C'est, historiquement, la première fois où la timbale sort de son rôle habituel de simple "renfort" rythmique (elle intervient parfois seule) et joue autre chose que la tonique et la dominante (la médiante ici).
- La Grande Messe des morts de Berlioz (1837) n'utilise pas moins de 10 musiciens pour 16 timbales.
- Also sprach Zarathustra de Richard Strauss (1896), célèbre pour ses solos de timbales (l'introduction en particulier). Cette pièce est utilisée dans le film 2001, l'Odyssée de l'espace de Stanley Kubrick.
- Symphonie no 3 de Mahler, 6e mouvement (1896). La péroraison finale avec ses gigantesques accords lumineux est vigoureusement scandée par des coups de timbales particulièrement sonores.
- Symphonie no 1 de Chostakovitch, 4e mouvement (1925). Solo de quatre timbales.
- Le Sacre du printemps de Stravinsky (1913). La partition demande 5 timbales, jouées par 2 musiciens. L'instrument est omniprésent, quasiment soliste. La Glorification de l'Élue, ainsi que la Danse Sacrale finale, sont particulièrement célèbres pour leurs martèlements de timbales[3].
- Les Planètes de Gustav Holst (1917). Dans Jupiter, un thème est joué aux timbales (2 percussionnistes sur 6 timbales).
- Symphonie no 4 de Brahms, 1er mouvement (1884). La timbale joue un rôle majeur dans le premier mouvement de la symphonie, et la cadence plagale qui le clôt est rythmée par celle-ci. Précédée d'un puissant trille seul, elle frappe chaque noire de l'avant-dernière mesure avant de s'éteindre dans un majestueux trille sur la tonique[4].